# فورت سانت جون (كولومبيا البريطانية)
فورت سانت جون (بالإنجليزية: Fort St. John)‏ هي مدينة كندية تقع في مقاطعة كولومبيا البريطانية. تبلغ مساحة هذه المدينة 22.736 (كم²)، ويبلغ عدد سكانها 17402 نسمة حسب إحصاء سنة 2006 م، بينما كان يسكنها 16051 نسمة في سنة 2001 م. تحتل هذه المدينة المرتبة رقم 221 بين مدن كندا حسب عدد السكان والمرتبة رقم 36 في المقاطعة. نما عدد السكان في هذه المدينة بنسبة (8.4) بين العامين المذكورين.

## المناخ
| البيانات المناخية لـ{{{location}}}            | البيانات المناخية لـ{{{location}}} | البيانات المناخية لـ{{{location}}} | البيانات المناخية لـ{{{location}}} | البيانات المناخية لـ{{{location}}} | البيانات المناخية لـ{{{location}}} | البيانات المناخية لـ{{{location}}} | البيانات المناخية لـ{{{location}}} | البيانات المناخية لـ{{{location}}} | البيانات المناخية لـ{{{location}}} | البيانات المناخية لـ{{{location}}} | البيانات المناخية لـ{{{location}}} | البيانات المناخية لـ{{{location}}} | البيانات المناخية لـ{{{location}}} |
| الشهر                                         | يناير                              | فبراير                             | مارس                               | أبريل                              | مايو                               | يونيو                              | يوليو                              | أغسطس                              | سبتمبر                             | أكتوبر                             | نوفمبر                             | ديسمبر                             | المعدل السنوي                      |
| --------------------------------------------- | ---------------------------------- | ---------------------------------- | ---------------------------------- | ---------------------------------- | ---------------------------------- | ---------------------------------- | ---------------------------------- | ---------------------------------- | ---------------------------------- | ---------------------------------- | ---------------------------------- | ---------------------------------- | ---------------------------------- |
| الدرجة القصوى قرينة الرطوبة                   | 12.7                               | 12.4                               | 17.3                               | 27.4                               | 31.5                               | 34.3                               | 37.4                               | 34.5                               | 32.6                               | 25.4                               | 16.2                               | 11.2                               | 37.4                               |
| الدرجة القصوى °م (°ف)                         | 12.9 (55.2)                        | 15.0 (59.0)                        | 18.0 (64.4)                        | 28.5 (83.3)                        | 32.2 (90.0)                        | 31.7 (89.1)                        | 38.3 (100.9)                       | 33.6 (92.5)                        | 32.2 (90.0)                        | 26.7 (80.1)                        | 18.3 (64.9)                        | 15.0 (59.0)                        | 38.3 (100.9)                       |
| متوسط درجة الحرارة الكبرى °م (°ف)             | −8.7 (16.3)                        | −5.1 (22.8)                        | 0.1 (32.2)                         | 9.1 (48.4)                         | 15.5 (59.9)                        | 19.6 (67.3)                        | 21.7 (71.1)                        | 20.5 (68.9)                        | 15.2 (59.4)                        | 7.7 (45.9)                         | −2.9 (26.8)                        | −7.4 (18.7)                        | 7.1 (44.8)                         |
| المتوسط اليومي °م (°ف)                        | −12.8 (9.0)                        | −9.6 (14.7)                        | −4.6 (23.7)                        | 3.9 (39.0)                         | 9.8 (49.6)                         | 14.1 (57.4)                        | 16.2 (61.2)                        | 14.9 (58.8)                        | 10.1 (50.2)                        | 3.6 (38.5)                         | −6.6 (20.1)                        | −11.4 (11.5)                       | 2.3 (36.1)                         |
| متوسط درجة الحرارة الصغرى °م (°ف)             | −16.9 (1.6)                        | −14.0 (6.8)                        | −9.2 (15.4)                        | −1.3 (29.7)                        | 4.0 (39.2)                         | 8.6 (47.5)                         | 10.7 (51.3)                        | 9.2 (48.6)                         | 4.9 (40.8)                         | −0.6 (30.9)                        | −10.2 (13.6)                       | −15.3 (4.5)                        | −2.5 (27.5)                        |
| أدنى درجة حرارة °م (°ف)                       | −53.9 (−65.0)                      | −50.0 (−58.0)                      | −37.8 (−36.0)                      | −31.1 (−24.0)                      | −13.1 (8.4)                        | −5.6 (21.9)                        | −4.4 (24.1)                        | −2.9 (26.8)                        | −12.8 (9.0)                        | −25.0 (−13.0)                      | −39.2 (−38.6)                      | −50.6 (−59.1)                      | −53.9 (−65.0)                      |
| أدنى درجة حرارة تبريد الرياح                  | −59.5                              | −59.3                              | −48.7                              | −37.8                              | −19.9                              | −6.2                               | 0.0                                | −7.8                               | −18.4                              | −35.3                              | −58.3                              | −53.9                              | −59.5                              |
| الهطول مم (إنش)                               | 25.4 (1.00)                        | 19.0 (0.75)                        | 23.7 (0.93)                        | 20.0 (0.79)                        | 37.9 (1.49)                        | 65.6 (2.58)                        | 75.2 (2.96)                        | 51.2 (2.02)                        | 44.7 (1.76)                        | 30.8 (1.21)                        | 29.2 (1.15)                        | 22.0 (0.87)                        | 444.7 (17.51)                      |
| معدل هطول الأمطار مم (إنش)                    | 0.4 (0.02)                         | 0.4 (0.02)                         | 0.7 (0.03)                         | 9.7 (0.38)                         | 31.9 (1.26)                        | 65.6 (2.58)                        | 75.2 (2.96)                        | 51.1 (2.01)                        | 40.0 (1.57)                        | 13.3 (0.52)                        | 3.4 (0.13)                         | 0.7 (0.03)                         | 292.4 (11.51)                      |
| متوسط تساقط الثلوج سم (إنش)                   | 32.7 (12.9)                        | 25.3 (10.0)                        | 28.7 (11.3)                        | 12.7 (5.0)                         | 6.4 (2.5)                          | 0.0 (0.0)                          | 0.0 (0.0)                          | 0.1 (0.0)                          | 4.8 (1.9)                          | 19.6 (7.7)                         | 32.5 (12.8)                        | 26.8 (10.6)                        | 189.6 (74.6)                       |
| متوسط أيام هطول الأمطار (≥ 0.2 mm)            | 10.6                               | 8.4                                | 9.0                                | 6.9                                | 8.8                                | 11.1                               | 12.9                               | 10.4                               | 10.4                               | 9.6                                | 11.1                               | 9.5                                | 118.5                              |
| متوسط الأيام الممطرة (≥ 0.2 mm)               | 0.6                                | 0.4                                | 0.7                                | 3.8                                | 7.9                                | 11.1                               | 12.9                               | 10.4                               | 10.0                               | 5.5                                | 2.1                                | 0.6                                | 66.0                               |
| متوسط الأيام المثلجة (≥ 0.2 cm)               | 10.8                               | 9.0                                | 8.8                                | 4.0                                | 1.5                                | 0.0                                | 0.0                                | 0.0                                | 1.0                                | 5.4                                | 10.3                               | 9.5                                | 60.3                               |
| متوسط الرطوبة النسبية (%) (at {{{time day}}}) | 68.5                               | 62.9                               | 53.8                               | 42.6                               | 41.1                               | 45.7                               | 49.3                               | 50.6                               | 52.4                               | 57.9                               | 72.3                               | 71.5                               | 55.7                               |
| ساعات سطوع الشمس الشهرية                      | 74.3                               | 106.4                              | 175.0                              | 223.4                              | 267.7                              | 266.5                              | 287.4                              | 260.0                              | 177.7                              | 134.7                              | 70.5                               | 51.8                               | 2٬095٫4                            |
| نسبة وصول أشعة الشمس                          | 31.5                               | 39.4                               | 47.8                               | 52.5                               | 52.9                               | 50.6                               | 54.5                               | 55.5                               | 46.3                               | 41.6                               | 28.4                               | 23.8                               | 43.7                               |
| المصدر: en:Environment Canada                 |                                    |                                    |                                    |                                    |                                    |                                    |                                    |                                    |                                    |                                    |                                    |                                    |                                    |

## أعلام
- رود برانش
- سكوت فورد
- دايفيد دانييلز
- براد فاست
- كريس جنسن

## وصلات خارجية
- الأطلس الحكومي لكندا
- إحصاءات كندا مع ساعة تعداد السكان